# 夏茸尕布·昂旺确珠丹贝坚赞
夏茸尕布·昂旺确珠丹贝坚赞（藏語：ལ་མོ་ཞབས་དང་དཀར་པོ་ས་ཕེང་དག་པ་ངག་དབང་མཆོག་གབ་བསན་པའླ་རལ་མཚན，1832年—1872年）今青海省湟中县人，第六世（不计追认）夏茸尕布活佛。

## 生平
藏历十四饶迥水龙年（清朝道光十二年，1832年）生于安多贡本米纳部落拉顶村（位于今青海省湟中县境内），传说他是拉茂赛赤活佛的宗亲。生父名确迥扎西，生母名措科。由色康巴洛桑丹增嘉措等等上师喇嘛认定为第五世夏茸尕布活佛的转世灵童，在色康巴洛桑丹增嘉措膝下出家。藏历铁狗年四月的节日上，在第三世嘉木样活佛身前受具足戒，取法名“洛桑楚成嘉措”。 
在拉茂德乾寺，他拜尼玛丹贝坚赞为其经师，学习显密经典。因为天性好动，所以不久便奉西宁办事大臣之命，被送往塔尔寺学习显密经典。 
自第五世夏茸尕布活佛时期乌尔格和达如玉部落遭到霍尔黑账部落抢劫后，夏茸尕布活佛（即察罕诺们汗）属下各部落人民无法安居。在他坐床初期，部落因为历年属民被抢劫和逃离而面临解体。清朝道光十八年（1838年）十二月，由河北两翼蒙古正副盟长郡王车凌端多布、郡王恭楚克吉默特等呈请：“因察罕诺们汗年甫七岁，无力管理旗务，旗民逃散，所剩人户只有原来的十分之四。请移过河北，由郡王车凌端多布代理旗务。”同年十二月二十七日，奉硃批准其所请，令车凌端多布留心稽查，不准滋事作贼之人混淆移过河北。翌年正月二十二日，察罕诺们汗旗宰桑等，率所部善良之人渡过黄河移居河北，至正月二十六日共移走271户，1122口人。此后虽仍有部分游牧属民移居河北，但许多游牧属民以及绝大部分农户仍留在黄河以南的原住地，由此形成了察罕诺们汗属民分居黄河南北的情况。河北属民在湟水西源以及达玉一带，即今青海省海北藏族自治州海晏县；河南属民在今黄南藏族自治州尖扎县、海东市化隆回族自治县、海南藏族自治州贵德县、贵南县、同德县等地。
藏历十五饶迥水猴年（清朝同治十一年，1872年）阴历十二月圆寂，享年41岁。